# لئونل آلوارز
لئونل آلوارز (انگلیسی: Leonel Álvarez؛ زادهٔ ۲۹ ژوئیهٔ ۱۹۶۵) بازیکن فوتبال اهل کلمبیا است که در پست هافبک دفاعی بازی ‌می‌کند.
وی همچنین در تیم ملی فوتبال کلمبیا بازی کرده‌است.